# Halston (modeontwerper)
Roy Halston Frowick (Des Moines, 23 april 1932 - San Francisco, 26 maart 1990), beter bekend als Halston, was een Amerikaanse modeontwerper die internationaal faam genoot in de jaren 1970.

## Biografie
Halston verhuisde in 1952 naar Chicago waar hij een avondcursus volgde aan de School of the Art Institute of Chicago. In 1953 begon hij met het ontwerpen van hoeden en in 1957 opende hij zijn eerste winkel. Hij besloot om vanaf nu zijn middelste naam Halston te gebruiken als merknaam. Al van zijn kindertijd werd hij vaak Halston genoemd om zich te onderscheiden van zijn oom Roy. Eind 1957 verhuisde hij naar New York. 
Hij werd bekend nadat één van zijn hoeden gedragen werd door Jacqueline Kennedy bij de eedaflegging van haar man als president in 1961. Nadat hoeden minder en minder in de mode waren heroriënteerde hij zich en begon kleren te ontwerpen. Hij opende zijn eerste boetiek op Madison Avenue in 1968. Onder zijn klanten waren vele beroemdheden zoals Greta Garbo, Babe Paley, Anjelica Huston, Gene Tierney, Lauren Bacall, Margaux Hemingway, Elizabeth Taylor, Bianca Jagger en Liza Minnelli (zowel Jagger als Minnelli werden goede vrienden van hem). 
In 1973 verkocht hij zijn bedrijf aan Norton Simon Inc. voor 16 miljoen dollar, maar bleef wel hoofdontwerper. In 1983 tekende hij een zesjarig contract voor 1 miljard dollar met J.C. Penney, waarvoor hij betaalbare kleding, accessoires, cosmetica en parfum ontwierp. De lucratieve deal werd niet overal goed onthaald. Er werd gezegd dat Halston goedkoop geworden was. Bergdorf Goodman haalde de Halston Limited-lijn uit de rekken na het bekendmaken van de deal. Ook in 1983 verkocht Norton Simon Halston aan Esmark Inc. Hierna ging het bergaf met Halston, die hierover gefrustreerd was. Uiteindelijk kreeg hij een salaris, maar hij mocht niet meer ontwerpen. 

## Privéleven
Halston was openlijk homoseksueel en had een knipperlichtrelatie met de Venezolaan Victor Hugo. Hun relatie begon in 1972 en duurde iets meer dan 10 jaar. In 1988 testte hij positief op HIV en nadat zijn gezondheid achteruitging verhuisde hij naar San Francisco. Op 26 maart 1990 overleed hij aan het kaposisarcoom.